# سمية ضوئية
السمية الضوئية (بالإنجليزية: Phototoxicity) تسمى أيضاً التهيج الضوئي، هي تهيج جلدي مُحدث كيميائيًا، ويتطلب الضوء، ولا يشمل الجهاز المناعي. وهي نوع من الحساسية للضوء.
استجابة الجلد تشبه حروق الشمس المبالغ فيها. قد تدخل المادة الكيميائية المعنية إلى الجلد عن طريق الإعطاء الموضعي، أو قد تصل إلى الجلد عن طريق الدورة الدموية الجهازية بعد الابتلاع أو الإعطاء بالحقن. يجب أن تكون المادة الكيميائية "فعالة ضوئيًا"، مما يعني أنه عندما تمتص الضوء، تنتج الطاقة الممتصة تغيرات جزيئية تسبب التسمم. ومن المعروف أن العديد من المركبات الاصطناعية، بما في ذلك المواد الدوائية مثل التتراسيكلين أو الفلوروكينولونات، تسبب هذه التأثيرات. ويسبب التلامس السطحي مع بعض هذه المواد الكيميائية التهاب الجلد الضوئي، كما تسبب العديد من النباتات التهاب الجلد الضوئي النباتي. السمية الناجمة عن الضوء هي ظاهرة شائعة لدى البشر. ومع ذلك، فإنه يحدث أيضًا في الحيوانات الأخرى.